# Женска ејакулација
Женска ејакулација представља избацивање знатне количине житке материје из периуретралних жлезда (У-тачке) код жена, приликом надражаја Г-тачке.
У народу се сматра да дражење Г-тачке непосредно пред оргазам доводи до преломног тренутка, када се полно узбуђење претвара у нагли и неукротиви нагон за избризгавање, сличан оном к мокрењу, премда узрок ове појаве још није научно до детаља разјашњен. Женска ејакулација се још зове сквиртинг, сквртинг (енгл. squirting) или бљузгање, а прозрачна материја која происходи сквирт или скврт (енгл. squirt) или бљузгавица.